# 1557 no Brasil
Esta é uma cronologia dos fatos acontecimentos de ano 1557 no Brasil.

## Eventos
- Nomeação de Mem de Sá como Governador-geral do Brasil.
- Batalha do Cricaré, conflito entre portugueses e indígenas.[1]
- 10 de março (quarta-feira): Primeira celebração de um culto protestante no Brasil, realizado pelo pastor genebrense Pierre Richier na ilha de Serigipe (atual ilha de Villegagnon), na baía de Guanabara.
- 21 de março (domingo): Primeira celebração da Santa Ceia num culto protestante no Brasil, ministrada pelo pastor genebrese Pierre Richier e seu auxiliar Guillaume Chartier.
- 28 de dezembro: Mem de Sá chega a Salvador, Bahia.

## Mortes
- 30 de abril: Juán de Azpilcueta Navarro, missionário e jesuíta espanhol, que chegou ao Brasil na comitiva de Tomé de Sousa (n. 1521).[2]